# 贝萨泰
贝萨泰（義大利語：Besate），是意大利米兰省的一个市镇。总面积12平方公里，人口2028人，人口密度169.0人/平方公里（2009年）。国家统计（ISTAT）代码为015022。